# Pégase (constellation)
Pegasus
Pour les articles homonymes, voir Pégase (homonymie).
Pégase est une constellation de l'hémisphère nord, située au sud d'Andromède, au nord des Poissons et au nord-ouest du Verseau. C'est la septième constellation du ciel par la taille (1 121 degrés2).

## Nomenclature, histoire et mythologie

### En Mésopotamie
Les Mésopotamiens connaissaient plusieurs figures sur l'espade de Pégase. Au départ, AŠ.IKU = ikû, « le Champ cultivé », est le nom donné à l’étoile α Peg dans la Liste de Boghazkoï, datée du milieu du IIe millénaire av. J.-C. On a longtemps considéré, par fausse évidence analogique, que la constellation développée correspondait au Carré de Pégase, mais en fait α Peg est l’étoile qui se tient sur le point oriental de la figure (šá ina Zi im.sadî izzazu) constituée par le groupe α-ψ-72-78 Peg.
Mais nous avons aussi dans cette région du ciel d’abord une étoile nommée mul.ANŠU.KUR.RA, soit « le Cheval », située sur β Peg, au sein d’une constellation formée par le groupe βηιλμ Peg, et située par conséquent sur les Bras de Pégase, tandis que l’étoile γ Peg est nommée en Mésopotamie mul.Aninitu et fait partie de la figure des KUN.meš, « les Queues », l’ancêtre de la constellation des Poissons.

### En Grèce et à Rome

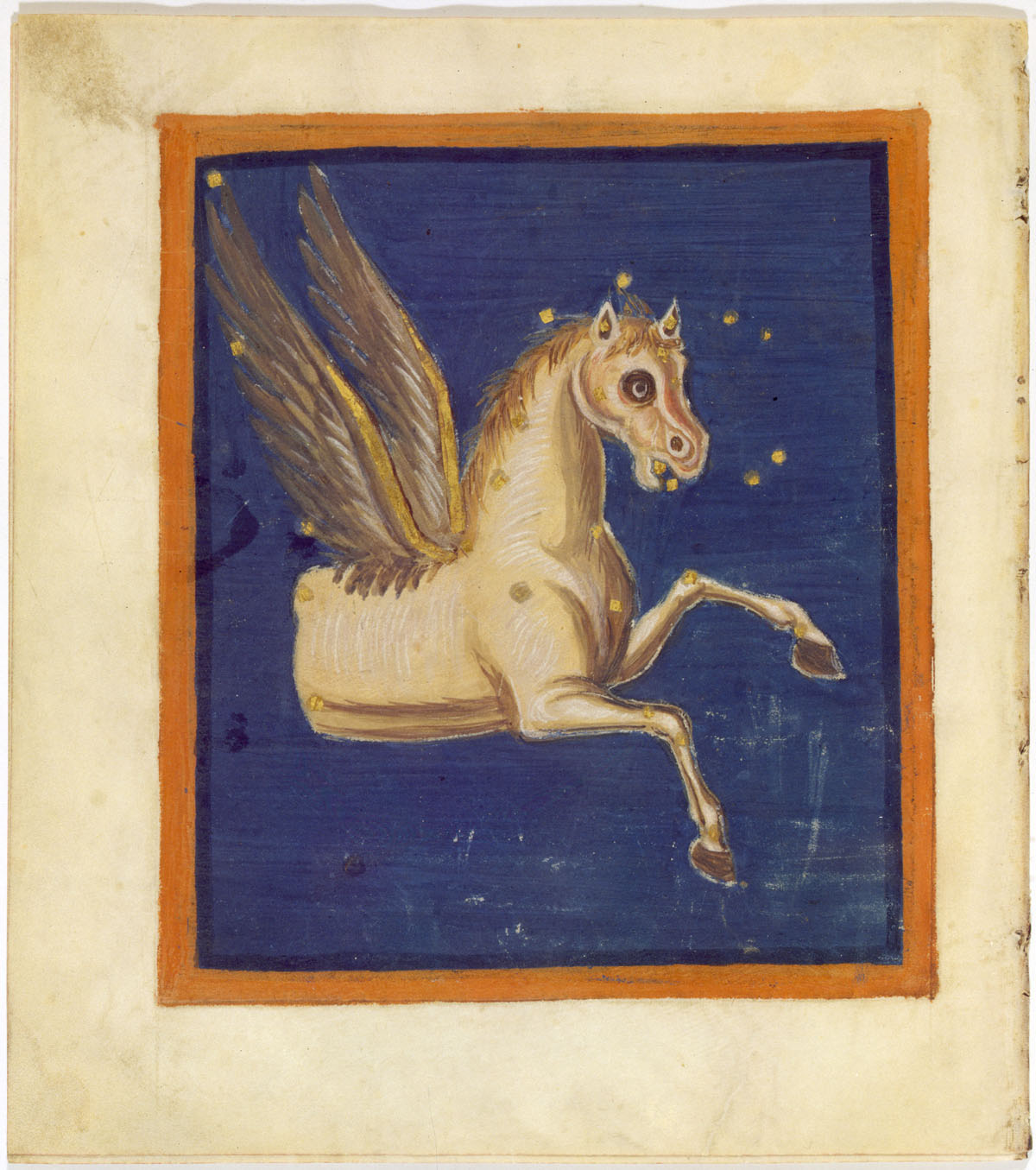
Pegasus dans une édition des Aratea de Germanicus d’époque carolingienne (ca. 830-840), ms. Voss. lat. Q 79 de Leyde.

Les Grecs ont à leur tour placé un cheval dans cette région, et ils en ont fait la figure d’« Ἳππος », attestée chez Euctémon. Mais ils l’ont adaptée à leur propre imaginaire. Si l’on en croit Ératosthène, il s’agit, pour les uns, dont Aratos, du cheval du mont Hélicon, qui fit jaillir d’un coup de sabot la source qu’on appelle de ce fait Hippocrène, soit « Source du cheval ». Selon d’autres, il s’agit de Pégase, le cheval qui s’envola jusqu’aux étoiles après la chute de Bellérophon. L’auteur des Καταστερισμοί trouve cette interprétation peu crédible. C’est pourtant elle qui fut retenue après lui, puisque ὁ Ἳππος devint Πήγασος chez les astrologues avec Asclépiade de Myrlée, actif vers 200 av. J.-C., et Teucros de Babylone, actif au Ier siècle après J.-C., et il est devenu le cheval ailé avec lequel Persée a délivré Andromède, fille de Céphée, roi d’Éthiopie et de Cassiopée, du Monstre marin qui l’avait enchaînée. Mais il est resté ὁ Ἳππος chez Claude Ptolémée.
Les Romains n'ont repris la constellation grecque qu'avec les Aratea, c’est-à-dire les versions latines des Φαινόμενα d’Aratos, ils l'ont d'abord appelé Equus avec Cicéron, puis Pegasus avec Hyginus et Germanicus.

### Chez les Arabes
Il faut distinguer le ciel traditionnel qui comprend les manāzil al-qamar ou « stations lunaires », et le ciel gréco-arabe, c’est-à-dire celui que les astronomes classiques ont repris des Grecs au IXe siècle de notre ère.
Les astronomes arabes ont simplement fait de l’ Ἳππος grec الفرس الأعظام  al-Faras al-Aᶜẓam, « le Grand Cheval » , pour le distinguer de l’ Ἱππάριον, « le Petit Cheval », nommé de son côté قطصة الفرس Qitᶜat al-Faras, « la Section du Cheval ». Plusieurs étoiles des catalogues internationaux actuels viennent de cette figure arabe, notamment Markab (α Peg), Scheat (β Peg), Algenib (γ Peg), Alpheratz (δ Peg = α And) ou Enif (ε Peg).
D’un autre côté, nous avons dans le ciel arabe traditionnel les dernières figures de la série des السعود al-Suᶜūd, « les Propices », qui commence dans l’espace du Capricorne, se poursuit dans celui du Verseau et se termine en occupant la partie orientale de l’espace de Pégase, tandis que le Carré de Pégase est vu comme الدلو al-Dalw, « le Dalou », qui désigne le seau de cuir qu’utilisent les Arabes pour tirer l’eau du puits. Ces figures donnent dans les catalogues internationaux les noms de Homam (ζ Peg), Matar (η Peg), Biham (θ Peg) et Sadalbari (μ Peg).

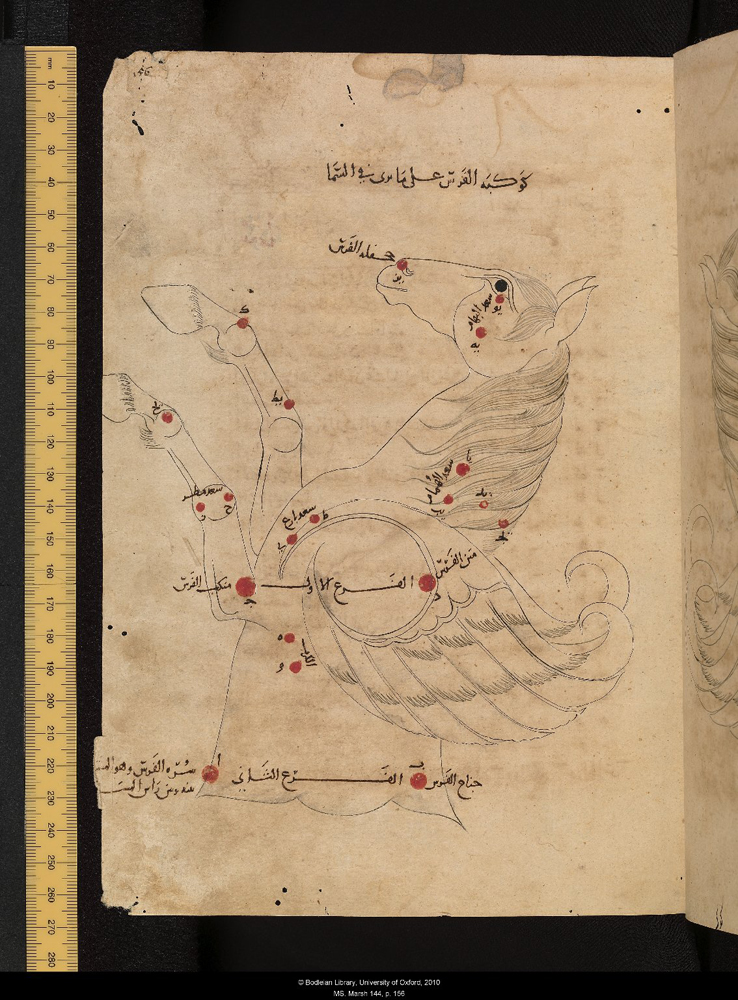
la figure de الفرس al-Faras, dans une édition du traité de ᶜAbd al-Raḥmān al-Sūfī al-Ṣūfī "ca." 1009, Bodleian Library, Oxford.

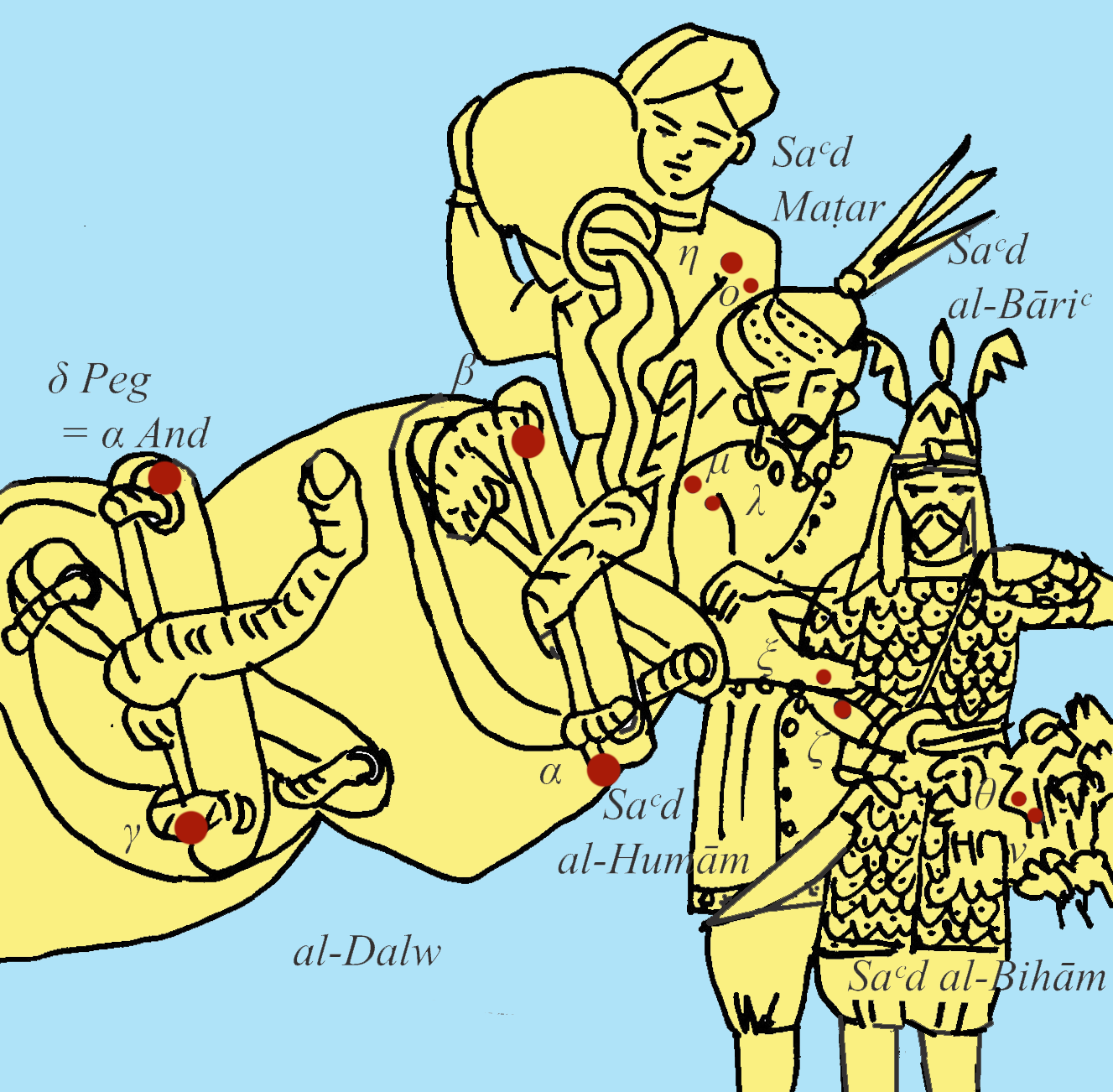
السعود al-Suᶜūd, « les Propices », et الدلوal-Dalw, « le Dalou », les figures correspondant à l'espace de Pégase dans le ciel arabe traditionnel.

### En Europe
Au Moyen Âge, les clercs latins connaissaient les noms Equus et Pegasus par les encyclopédies et les quelques manuscrits des Aratea, mais ils apprirent dès l’an mil le nom arabe de cette figure. Si Gérard de Crémone ne donne dans son Almageste (ca. 1175) que le nom latin de la constellation, sachant qu’à son époque on ne lit pas encore le nom grec dans le texte, ce qui n’adviendra qu’à la Renaissance, nous trouvons dans l’Uranometria de Johann Bayer (1603), une liste de noms connus dans les différentes langues sous le titre PEGASUS, en particulier le grec Ἳππος, le latin Equus, et Alpheras, qui est l’arabe الفرس al-Faras. Ces noms figurent encore dans plusieurs catalogues jusqu’à ce que la nomenclature approuvée en 1930 par l’Union astronomique internationale (UAI) ne chasse définitivement les appellations autres que Pegasus, à l’exception du grec Πήγασος.

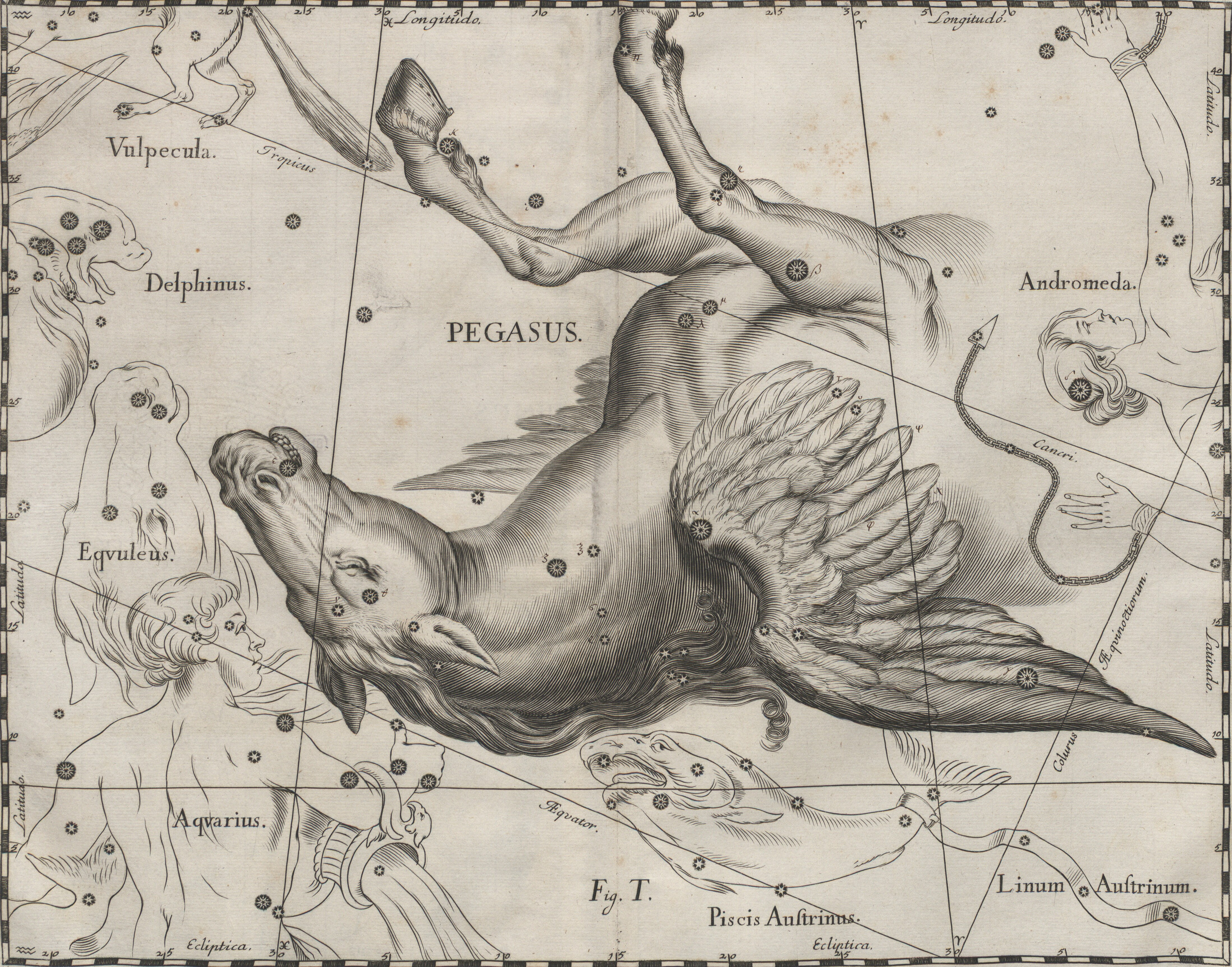
La figure de Pegasus chez Hvelius, 1690.

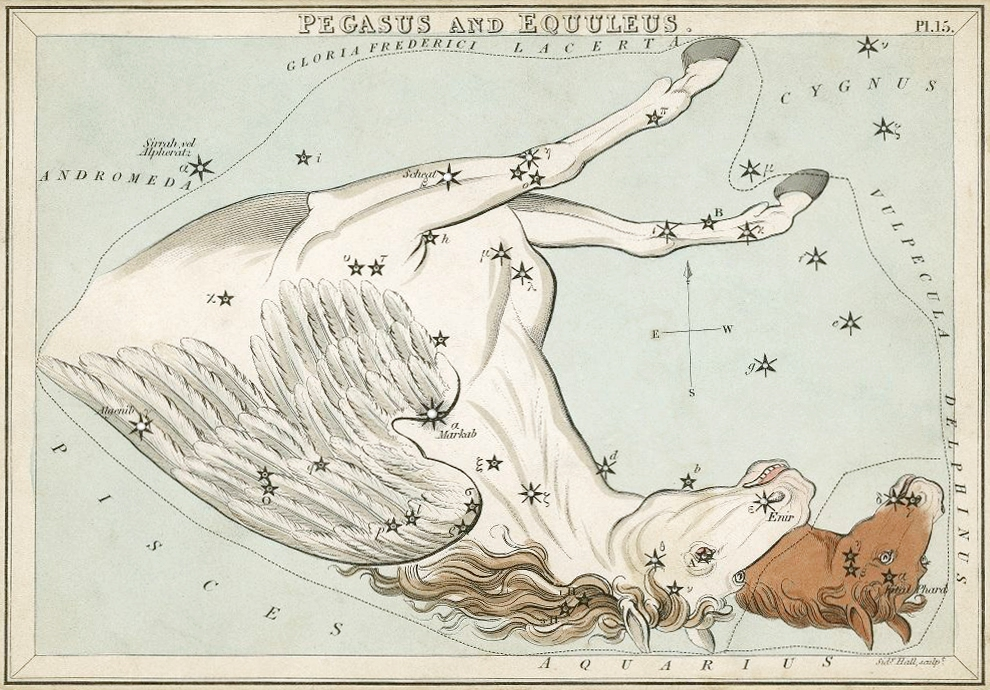
Pégase dans l’Uranias’s Mirror, 1824.

## Observation des étoiles

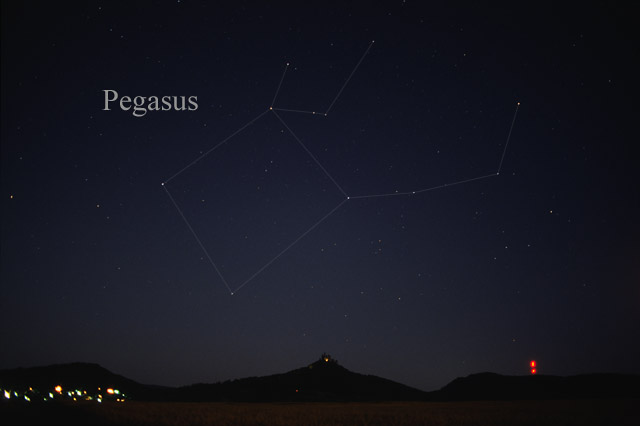
Constellation de Pégase.

Visibilité nocturne de la constellation.

### Situation de la constellation
La constellation se dessine à partir du Grand carré de Pégase. Les trois étoiles les plus brillantes de Pégase forment, avec α And (ou Alpheratz, ou Sirrah), un astérisme appelé le « Carré de Pégase », caractéristique de la constellation. Sirrah était autrefois rattachée à Pégase sous la désignation δ Pegasi (ce qui explique son absence dans la nomenclature moderne).
Le grand carré est un repère majeur de la voûte céleste, qui se reconnaît directement à sa forme, et à l'absence d'étoile significative à l'intérieur.
Cette constellation est remarquable pour visualiser le quadrillage de la voûte céleste : le bord « gauche » du carré marque le méridien origine (qui passe par le point gamma, ou point vernal, l'intersection de l'équateur céleste et de l'écliptique). L'écart entre deux bords « verticaux » est de 15 degrés, ce qui permet de visualiser le déplacement angulaire de la voûte céleste en une heure. Les deux bords « horizontaux » sont à 15° et 30°N, ce qui permet de situer l'équateur céleste.

### Forme de la constellation
La forme de la constellation est complexe, et les étoiles qui la composent sont de luminosité très inégale. Elle n'est généralement vue que par morceaux.
Parmi les étoiles les plus brillantes de Pégase, α Pegasi (Markab) et β Pegasi (Sheat), de 2e magnitude, et γ Pegasi (Algenib), de 3e magnitude, forment à elles trois le triangle de l'aile du cheval. C'est la partie immédiatement visible, qui forme le grand carré avec α Andromedae.
La tête du cheval se distingue à l'ouest du grand carré. Partant du coin nord-ouest, dans l'axe du grand carré, on tombe sur η Pegasi (Matar) (de 3e magnitude) qui forme l'œil, et plus loin dans le prolongement π Pegasi (l'arrière de la tête). Partant du coin nord-ouest mais vers le sud-ouest, on tombe sur une paire d'étoiles, μ Pegasi (Sadalbari) et λ Pegasi, qui forment les naseaux. Si les conditions de visibilité sont exceptionnelles, on peut voir au-dessus de la tête un petit alignement qui dessine la crinière.
Les pattes arrière se repèrent à partir de la « croupe » de Pégase, le coin sud-ouest du carré. Dans la diagonale, on voit ζ Peg autour de laquelle s'articulent les deux pattes arrière, ε Pegasi (Enif) (de 3e magnitude) et θ Pegasi (Baham).
Les pattes antérieures de Pégase sont composées de deux étoiles de 4e magnitude qui n'ont pas de désignation de Bayer, mais des numéros de Flamsteed : 1 Pegasi et 9 Pegasi. La forme visible dépend des conditions de visibilité, de même que pour le corps.
Sous la croupe de Pégase, ρ Pegasi et σ Pegasi appartiennent à la queue, mais sont peu brillantes (5e magnitude).

## Étoiles principales
| Nom       | Désignation de Bayer | Origine | Signification                    |
| --------- | -------------------- | ------- | -------------------------------- |
| Markab    | α                    | Arabe   | la selle du cheval               |
| Scheat    | β                    | Arabe   | la jambe                         |
| Algenib   | γ                    | Arabe   | le flanc                         |
| Enif      | ε                    | Arabe   | le nez (museau)                  |
| Homam     | ζ                    | Arabe   | l'Homme à l'esprit élevé         |
| Matar     | η                    | Arabe   | l'épaule                         |
| Baham     | θ                    | Arabe   | le bétail                        |
| Sadalbari | μ                    | Arabe   | étoile chanceuse de la splendide |

### Enif (ε Pegasi)
Enif (ε Pegasi) est l'étoile la plus brillante de la constellation (et d'ailleurs la 84e plus brillante du ciel). Avec une magnitude apparente de 2,39, elle précède de peu Scheat.
ε Pegasi est une supergéante orange, environ 175 fois plus grande que le Soleil et 11 fois plus massive. Elle est cataloguée comme étoile variable, car elle a procédé à l'éjection d'une vaste quantité de matière en 1972 qui a amené temporairement sa magnitude jusqu'à 0,70.

### Scheat (β Pegasi)
Scheat (β Pegasi), au sud-est de la constellation, a pour magnitude apparente 2,44. Distante de 200 années-lumière, c'est une géante rouge au moins 200 fois plus grande que le Soleil. Comme beaucoup d'étoiles de ce type, Scheat est irrégulièrement variable, sa magnitude évoluant entre 2,40 et 3,00.

### Autres étoiles
Une autre étoile de la constellation possède un nom propre : Homam (ζ Pegasi).
Il faut noter également qu'une étoile de cette constellation, 51 Pegasi, possède la toute première planète extrasolaire jamais découverte autour d'une étoile de type solaire. Celle-ci fait 0,47 fois la masse de Jupiter et orbite en seulement 4,23 jours, vraisemblablement à 0,05 ua de l'étoile. D'autres exoplanètes, par exemple autour des étoiles HD 209458 et HD 216770, ont depuis été détectées dans cette constellation.

## Objets célestes

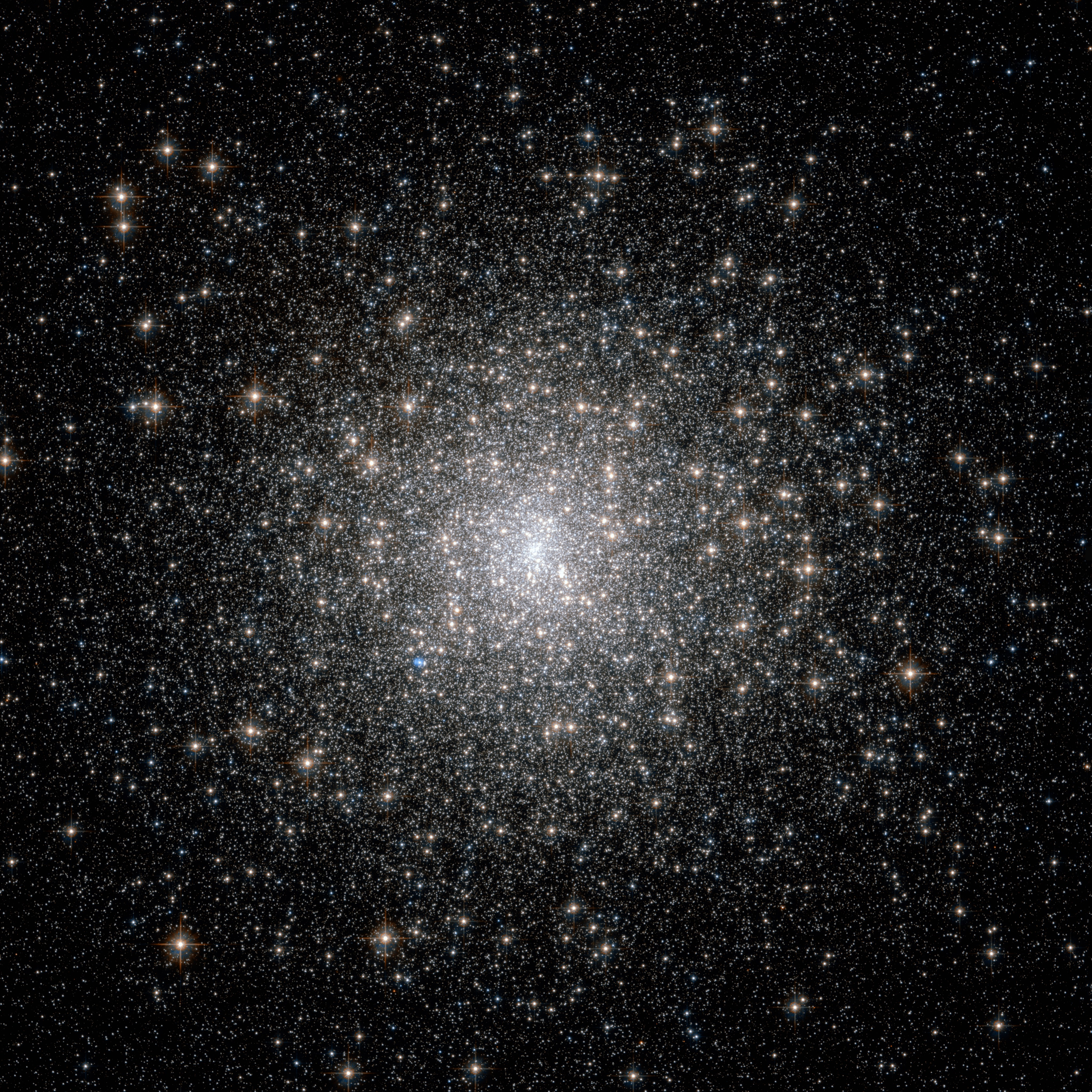
L'amas globulaire M15 imagé par le télescope spatial Hubble.

Pégase abrite de nombreux objets célestes, dont principalement des galaxies. La constellation abrite qu'un seul objet du catalogue Messier : M15, un amas globulaire située près d'Enif et d'une magnitude apparente de 6,2, le rendant distinguable avec une paire de jumelles.
Du côté des galaxies, on y trouve le Quintette de Stephan, un groupe de cinq galaxies dont quatre sont en interaction gravitationnelle. Proche de celui-ci, se trouve la galaxie spirale NGC 7331 d'une magnitude apparente de 10,4 et observable dans un petit télescope. On trouve également les galaxies spirales NGC 7217 (une galaxie avec un anneau) et NGC 7479, située au sud de Markab, et la galaxie spirale barrée UGC 12158. La constellation abrite aussi le système Taffy, un couple de galaxies en interaction gravitationnelle.